# Telenor

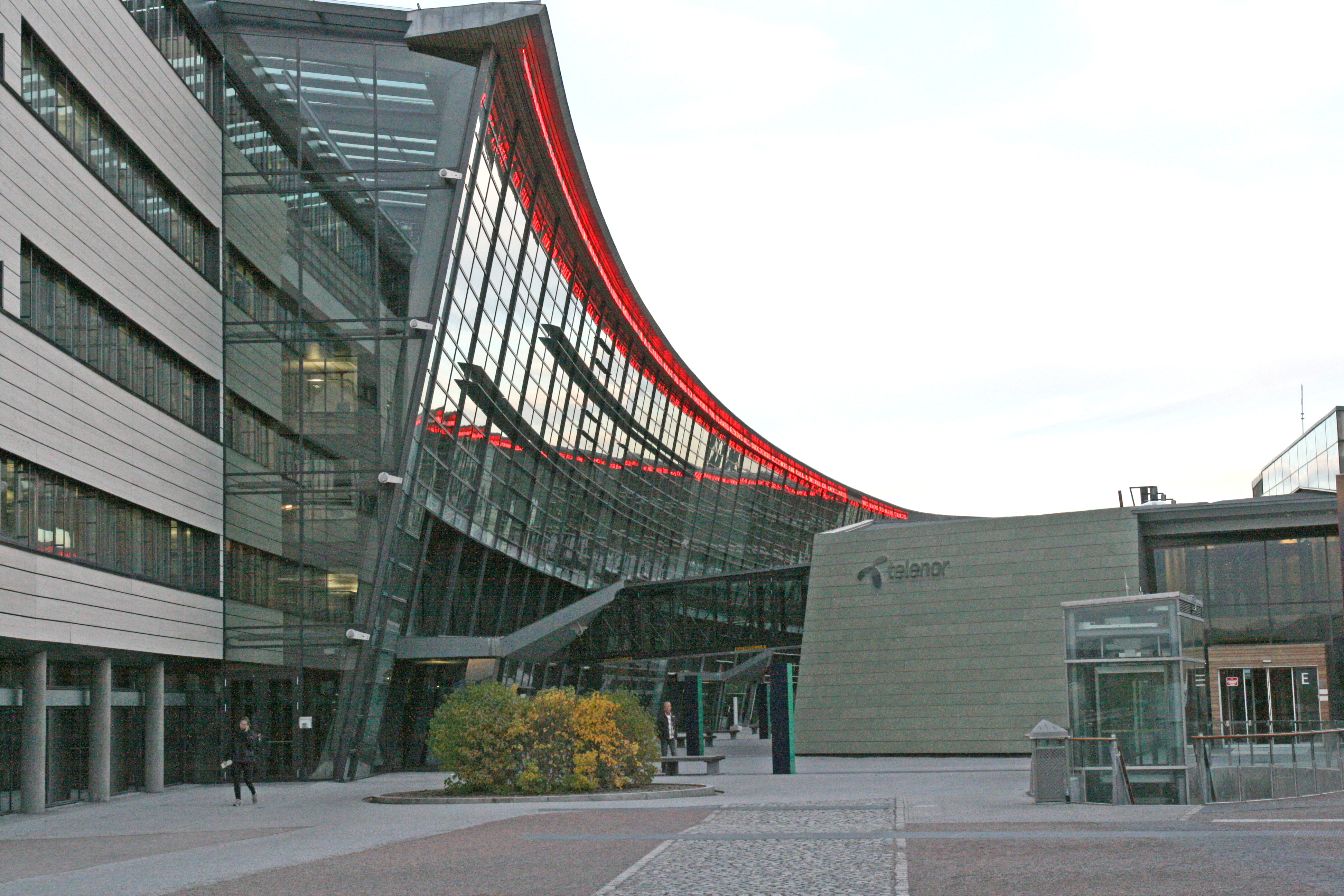
Telenor本社

Telenor（テレノール、OSE: TEL）は、ノルウェーの携帯電話等の無線通信サービスを提供する国営企業。本社はオスロ近郊のフォーネブ。ノルウェー海軍を起源とする。創業は1855年。オスロ証券取引所に上場しており、OBX指数採用銘柄の一つである。
ノルウェー、デンマーク、スウェーデン、フィンランド、ハンガリー、モンテネグロ、セルビア、パキスタン、バングラデシュ、タイ王国、マレーシア、インド、ミャンマーでサービスを提供している。
2006年10月、ボーダフォンのスウェーデン支社を81億ノルウェークローネで買収したことを発表した。
インド関係。バングラデシュのグラミン銀行と共同でグラミンフォンを設立している。近年、タタ・グループとの資本関係ができつつある。